# Бобров, Иван Васильевич
Ива́н Васи́льевич Бобро́в (7 февраля 1904, Москва — 12 апреля 1952, Москва) — советский киноактёр.

## Биография
Родился в Москве в семье служащих. В 1917 году окончил Городское начальное училище, с 1918 года работал агентом по транспорту Сущёвско-Марьинского райсовета, с 1920 года — экспедитором в Наркомлесе и Рустрансе.
В 1925 году дебютировал в кино, снявшись в роли молодого матроса в «Броненосце „Потёмкине“». Обладая яркими типажными данными и выигрышной фактурой, Бобров был востребован разными режиссёрами и вскоре был зачислен в актёрский штат Московской фабрики «Совкино» (впоследствии — «Мосфильм»).
С ноября 1926 года служил в РККА, одновременно занимался боксом. Имея результаты, в 1927—1928 годах направлялся по линии ОГПУ в спортивные командировки в Осло и Ригу. Демобилизовавшись в 1929 году, продолжил сниматься в кино, одновременно, до 1931 года, работал в МПСО «Динамо» инструктором по боксу.
В 1941 году был эвакуирован в Узбекистан, где до 1944 года снимался на Ташкентской киностудии, по возвращении в Москву в 1945 году был включён в состав Государственного театра киноактёра (Театр-студия киноактёра — с 1948 года), где исполнял роли в спектаклях: «Глубокие корни» Д. Гоу и А. Д’Юссо, «Молодая гвардия» А. Фадеева, «Остров мира» Е. Петрова, «Софья Ковалевская» Бр. Тур.
Умер 12 апреля 1952 года в Москве. Похоронен на Миусском кладбище Москвы (участок № 2).

### Семья
- отец — Василий Иванович Бобров (1882—1924), присяжный поверенный;
- мать — Ольга Семёновна Боброва (1885—1965), домохозяйка;
- брат — Владимир Васильевич Бобров (1908—1960);
- сестра — Зинаида Васильевна Боброва (1911—1990)[1];
- первая жена (в 1931—1934 годах) — Лидия Герасимовна Кравченко (1910—1978), секретарь руководителя ОГПУ СССР[4];
- вторая жена — Наталья Максимиллиановна Гицерот (1915—1991), актриса;
- третья жена — Валентина Андреевна Зотова (1914—2005), актриса[1].

## Фильмография
| Год  |   | Название                   | Роль                                  |
| ---- | - | -------------------------- | ------------------------------------- |
| 1925 | ф | Броненосец «Потёмкин»      | новобранец                            |
| 1926 | ф | Ветер                      | начальник артиллерии                  |
| 1926 | ф | Крепыш                     | Крепыш, демобилизованный красноармеец |
| 1926 | ф | Мать                       | молодой арестант                      |
| 1927 | ф | Москва в Октябре           | большевик                             |
| 1929 | ф | Комета                     | старший приказчик                     |
| 1929 | ф | Посторонняя женщина        | хулиган                               |
| 1930 | ф | Государственный чиновник   | «истинно русский» человек             |
| 1931 | ф | Перелом                    | Арслан Ибрагимов, комсомолец          |
| 1932 | ф | Горизонт                   | надсмотрщик                           |
| 1932 | ф | Изящная жизнь              | боцман, он же бродяга                 |
| 1932 | ф | Чёрный барак               | председатель «чёрного барака»         |
| 1933 | ф | Гарри занимается политикой | Питер Кланг                           |
| 1933 | ф | Горячая кровь              | командир погранотряда                 |
| 1933 | ф | Конвейер смерти            | Макс                                  |
| 1934 | ф | Восстание рыбаков          | эпизод                                |
| 1934 | ф | Любовь Алёны               | рабочий                               |
| 1934 | ф | Марионетки                 | фашист                                |
| 1935 | ф | Вражьи тропы               | Пикулин                               |
| 1935 | ф | Джульбарс                  | Абдулла, вожак бандитов               |
| 1935 | ф | Новый Гулливер             | эпизод                                |
| 1936 | ф | Зори Парижа                | капрал Бордье                         |
| 1936 | ф | Партийный билет            | брат Куганова                         |
| 1937 | ф | Гаврош                     | повстанец                             |
| 1938 | ф | Семья Оппенгейм            | фашист-надзиратель                    |
| 1939 | ф | Советские патриоты         | парикмахер (нет в титрах)             |
| 1939 | ф | Степан Разин               | есаул Разина                          |
| 1939 | ф | Трактористы                | тракторист из бригады Назара Думы     |
| 1940 | ф | Будни                      | пассажир                              |
| 1940 | ф | Гибель «Орла»              | Жуков, кочегар                        |
| 1940 | ф | Мои университеты           | приказчик у Семёнова                  |
| 1940 | ф | Случай в вулкане           | матрос Саенко                         |
| 1941 | ф | Дочь моряка                | Имя персонажа не указано              |
| 1941 | ф | Боксёры                    | «Большой Джек»                        |
| 1941 | ф | Боевой киносборник № 8     | немецкий солдат                       |
| 1941 | ф | Морской ястреб             | кочегар Ваня                          |
| 1942 | ф | Александр Пархоменко       | Чередняк, анархист                    |
| 1942 | ф | Боевой киносборник № 11    | Вильгельм Цингель                     |
| 1942 | ф | Мост                       | генерал-майор                         |
| 1943 | ф | Родные берега              | старшина                              |
| 1943 | ф | Насреддин в Бухаре         | стражник эмира                        |
| 1943 | ф | Пропавший без вести        | старшина                              |
| 1944 | ф | Поединок                   | Иван Кутырин                          |
| 1944 | ф | Кащей Бессмертный          | стражник                              |
| 1945 | ф | Пятнадцатилетний капитан   | Король Муани-Лунг                     |
| 1946 | ф | Первая перчатка            | болельщик                             |
| 1946 | ф | Белый Клык                 | Майк, золотоискатель                  |
| 1947 | ф | Весна                      | Овечкин, артист                       |
| 1947 | ф | Сказание о земле Сибирской | мужик на пароме                       |
| 1949 | ф | Счастливый рейс            | продавец шаров                        |
| 1949 | ф | Кубанские казаки           | председатель колхоза                  |
| 1950 | ф | Заговор обречённых         | Ясса                                  |
| 1951 | ф | Незабываемый 1919 год      | Воронов                               |
| 1951 | ф | Спортивная честь           | тренер зарубежной команды             |

## Награды
- орден «Знак Почёта» (6 марта 1950)[5].